# Carex whitneyi
Carex whitneyi är en halvgräsart som beskrevs av Stephen Thayer Olney. Carex whitneyi ingår i släktet starrar, och familjen halvgräs. Inga underarter finns listade i Catalogue of Life.